# Negociação intrafamiliar
Negociação intra-familiar refere-se a negociações que ocorrem entre os membros de um agregado familiar, a fim de chegar a decisões sobre a unidade familiar, como gastar ou poupar, estudar ou trabalhar.
A barganha é tradicionalmente definida em termos econômicos de condições de negociação de uma compra ou contrato e às vezes é usada no lugar de troca monetária direta.  O processo de negociação dentro de uma família é um dos aspectos importantes da economia familiar.  A negociação também desempenha um papel no funcionamento e na tomada de decisões das famílias, onde acordos e decisões não costumam ter valores monetários diretos e afetam vários membros da família.

## Teoria dos jogos
Dentro da unidade domiciliar e no estudo matemático da teoria dos jogos, os estudiosos definiram dois tipos distintos de negociação: cooperativa e não cooperativo.  Em modelos de barganha cooperativa (também chamados de tomada de decisão colaborativa), os resultados das negociações são mais igualmente benéficos para todos os membros da família e, portanto, considerados um meio mais "natural" de analisar a unidade familiar em comparação com modelos não cooperativos.  Em modelos de negociação não cooperativa (também chamados de tomada de decisão unitária), os interesses pessoais motivam os indivíduos dentro do lar, em vez de o desejo de trabalhar de forma colaborativa e maximizar o benefício de todos os membros do agregado familiar.

## Dinâmicas domésticas
O agregado familiar é tradicionalmente descrito como uma unidade econômica única que "funciona como um grupo para o seu próprio bem", significando que todos os membros do agregado familiar contribuem de forma altruísta para o benefício e funcionamento de todo o agregado familiar. :184  O agregado familiar é "a unidade residencial básica em que a produção econômica, o consumo, a herança, a criação dos filhos e o abrigo são organizados e executados". :219  Embora nem sempre seja sinônimo de família, no caso de negociação intra-domiciliar, em que os membros do domicílio são considerados como uma unidade, o domicílio é geralmente sinônimo. :39
Porque um agregado familiar é composto por vários indivíduos, surgem conflitos de interesse.  Esses conflitos de interesses tornam a negociação um fato necessário da vida doméstica e cria um ambiente familiar que não é governado universalmente pelo altruísmo.  Esses conflitos de interesse têm o potencial de criar um espectro de dinâmicas intra-domiciliares, variando de uma associação não cooperativa a uma cooperativa (que é um reflexo direto dos modelos de barganha da teoria dos jogos).  No modelo não cooperativo, cada membro do agregado familiar atua para maximizar a sua própria utilidade; No modelo cooperativo, os agregados familiares agem como uma unidade para "maximizar o bem-estar dos seus membros" (descrito acima como altruísmo).

## Poder de negociação
O poder de barganha é "a capacidade relativa de cada uma das partes em uma negociação ou disputa para obrigar ou garantir acordos em seus próprios termos".   Em outras palavras, "se ambas as partes estiverem em pé de igualdade em um debate, então elas terão igual poder de barganha", e, inversamente, se uma das partes tiver uma posição vantajosa no debate, as partes terão poder de barganha desigual .
Mais especificamente, o que determina a igualdade ou a desigualdade do poder de barganha são as posições de recuo relativas ou "pontos de ameaça" dos indivíduos no processo de barganha; ou seja, que negociador tem mais a perder (economicamente, socialmente, etc.)?  No contexto da negociação intra-familiar, o poder de barganha e a posição de recuo de um indivíduo são definidos pela capacidade de sobrevivência e prosperidade fora da família. :9

### Fatores que determinam posições de fallback

#### Ativos individuais
O acesso que se tem aos ativos individuais, tanto econômicos (como propriedade, terra, riqueza ou capacidade de ganho) quanto pessoal (como trabalho), determinam a posição de reserva porque estão diretamente ligados à capacidade de sobrevivência de alguém fora do lar.

#### Parâmetros Extra Domésticos
O apoio estrutural, institucional ou social, de um indivíduo fora do lar determina a capacidade de sobrevivência do indivíduo fora do lar.
- Direitos individuais / acesso a recursos comunais:  :9 Recursos comunitários são entidades como áreas comuns ou florestas públicas das quais indivíduos e famílias podem adquirir recursos (por exemplo, lenha ou água) que são necessários para a subsistência diária.[10]
- Existência de sistemas de apoio social (ver também redes sociais): Os sistemas de apoio social são amizade, família, casta e quaisquer outros grupos sociais dos quais se obtém apoio emocional, beneficiando a saúde geral do indivíduo e aumentando sua capacidade de sobreviver bem fora do lar.[11]
- Apoio das organizações estatais e não governamentais (ONGs): O apoio do Estado e das ONGs poderia aumentar o poder de barganha intra-doméstico de um indivíduo pela criação de uma rede de segurança social.  O trabalho dos estados, ONGs e uma rede de segurança social pode aumentar o "acesso ao emprego, ativos, crédito, infraestrutura, etc".   :10
- Normas sociais e "percepções sobre necessidades, contribuições e outros determinantes do merecimento":  :10–11 A aceitabilidade social (ou a falta dela) de deixar o lar ou viver em um lar não tradicional, as necessidades sociais percebidas de indivíduos dentro do domicílio e a baixa valorização de certas tarefas, como o trabalho de assistência, regulam o poder de barganha que um indivíduo tem dentro do domicílio, porque esses fatores afetam diretamente a capacidade do indivíduo de sobreviver fora do lar.[12][13][14][15][16]

### Desigualdades no poder de barganha
O acesso desigual a fortes posições de reserva cria uma situação em que diferentes indivíduos dentro do agregado familiar têm mais ou menos poder de barganha e, portanto, têm mais ou menos influência sobre o processo de decisão familiar.  Ao considerar os fatores que determinam a posição de reserva nas negociações intra-familiares e as populações que têm acesso a posições positivas de fallback, a pesquisa de Bina Agarwal em comunidades rurais do sul da Ásia mostra que suas mulheres têm menos acesso a um forte poder de barganha e seus interesses não se refletem em decisões familiares.
Nas sociedades do sul da Ásia, a terra é um dos ativos individuais mais valiosos que podem aumentar o poder de barganha de um indivíduo, mas é mais incomum e difícil para as mulheres possuírem terras do que os homens por uma série de razões: leis de herança que permitem que mulheres herdem terras, se não forem fortemente aplicadas para possuir terras, as pessoas devem obter um certo nível de educação, algo que as mulheres tradicionalmente não tiveram acesso, e possuir terras e impor leis depende do "acesso econômico e físico à maquinaria legal", bem como do acesso a elas por funcionários do governo.  :14   Devido aos direitos desiguais de gênero à propriedade da terra, as mulheres do sul da Ásia são menos capazes de fornecer renda ao lar, o que diminui seu poder de barganha no lar.
Em algumas sociedades, há um costume de poupança escondida da dona de casa como um contraponto à desigualdade.

#### Normas sociais e percepções de gênero
Devido ao papel tradicional das mulheres no Sul da Ásia como cuidadoras no lar, em vez de trabalhadoras que trazem renda ao lar, as mulheres não são socialmente percebidas como merecedoras de mais oportunidades porque vale a pena relacionar-se com a riqueza e não com a qualidade ou quantidade de trabalho feito.